# Heniochus diphreutes
Heniochus diphreutes là một loài cá biển thuộc chi Heniochus trong họ Cá bướm. Loài này được mô tả lần đầu tiên vào năm 1903.

## Từ nguyên
Danh từ định danh diphreutes bắt nguồn từ diphreutḗs (διφρευτής) trong tiếng Hy Lạp cổ đại và có nghĩa là "người đánh xe ngựa chiến", không rõ hàm ý nhưng gần như chắc chắn là đề cập đến sợi vây lưng vươn dài của loài cá này, được ví như roi da đánh ngựa của phu xe.

## Phạm vi phân bố và môi trường sống
Từ Biển Đỏ dọc theo bờ biển Đông Phi, H. diphreutes được phân bố trải dài về phía đông đến quần đảo Hawaii và quần đảo Solomon (không được ghi nhận ở phần lớn các đảo quốc còn lại của châu Đại Dương), ngược lên phía bắc đến vùng biển phía nam Biển Nhật Bản, phía nam đến bang New South Wales (Úc) và quần đảo Kermadec (New Zealand).
Ở Việt Nam, H. diphreutes được ghi nhận tại đảo Cồn Cỏ (Quảng Trị); cù lao Chàm (Quảng Nam); bờ biển Ninh Thuận; vịnh Nha Trang (Khánh Hòa) và các đảo đá ngoài khơi Bình Thuận. Đây cũng là những ghi nhận đầu tiên của loài cá này ở Biển Đông.
H. diphreutes sống tập trung ở đới sườn dốc của rạn viền bờ, đặc biệt là những khu vực nước trồi ở vùng nhiệt đới. Độ sâu lớn nhất mà H. diphreutes được tìm thấy tính đến thời điểm hiện tại là 210 m, được ghi nhận tại rạn san hô Great Barrier.

## Mô tả

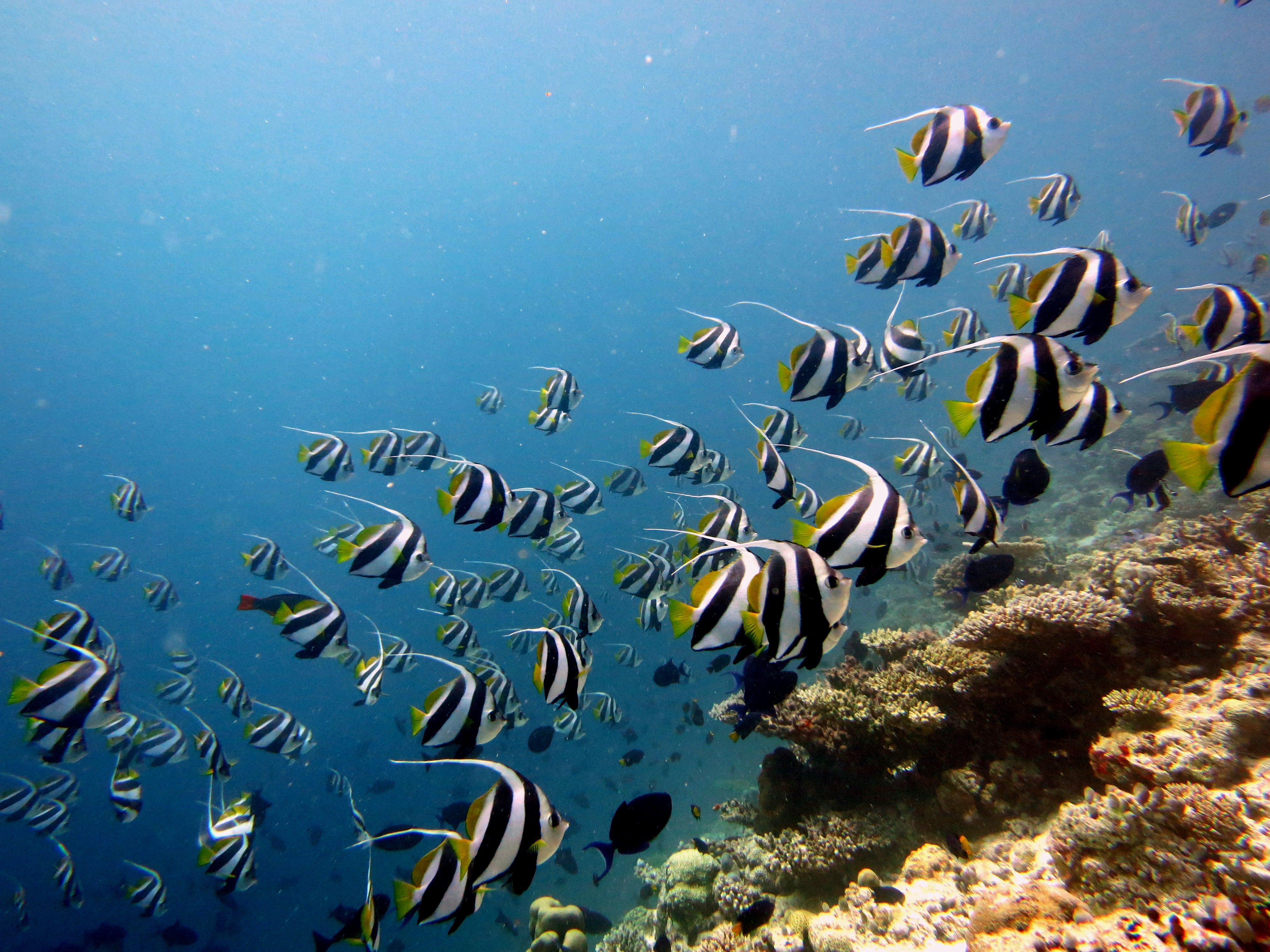
Một đàn H. diphreutes

H. diphreutes có chiều dài cơ thể lớn nhất được ghi nhận là 21 cm. Gai vây lưng trước của H. diphreutes vươn dài hơn chiều dài cơ thể và có màu trắng. Thân màu trắng với hai dải sọc đen: dải thứ nhất từ lưng kéo dài xuống toàn bộ vây bụng, dải thứ hai từ giữa vây lưng băng chéo xuống nửa sau của vây hậu môn. Phần vây mềm của vây lưng và toàn bộ vây đuôi màu vàng. Phía trên mắt có một vệt đen.
H. diphreutes thường bị nhầm lẫn với Heniochus acuminatus do kiểu hình của hai loài rất giống nhau. Nếu quan sát kỹ, có thể thấy:
- Đường biên giữa hai vùng màu đen/trắng của H. diphreutes nằm ngay vị trí chóp vây, còn đường biên này ở H. acuminatus nằm cao hơn một chút so với vị trí chóp vây.
- Chóp vây hậu môn của H. diphreutes tạo thành một góc vuông, còn chóp vây này của H. acuminatus bo tròn hơn.
- Phần ngực của H. diphreutes căng tròn, còn ngực của H. acuminatus phẳng hơn.
- Mõm của H. diphreutes ngắn hơn so với H. acuminatus.[13]
- H. diphreutes có nhiều hơn H. acuminatus một tia gai vây lưng.[11]

Số gai ở vây lưng: 12 (rất hiếm khi là 13); Số tia vây ở vây lưng: 23–25; Số gai ở vây hậu môn: 3; Số tia vây ở vây hậu môn: 17–19; Số tia vây ở vây ngực: 16–18; Số gai ở vây bụng: 1; Số tia vây ở vây bụng: 5; Số vảy đường bên: 46–54.

## Sinh thái học
Không chỉ khác nhau về kiểu hình, cả hai loài H. diphreutes và H. acuminatus cũng có sự khác biệt trong hành vi. H. diphreutes có xu hướng hợp thành đàn và bơi cách xa đáy biển, còn H. acuminatus sống đơn độc hoặc theo cặp và thường bơi gần đáy biển.
Thức ăn của H. diphreutes chủ yếu là động vật phù du. Cá con, và cả cá trưởng thành, có thể giữ vai trò là cá dọn vệ sinh khi chúng ăn các loài giáp xác ký sinh bám trên những loài cá khác.

## Thương mại
H. diphreutes đôi khi được thu thập trong hoạt động buôn bán cá cảnh.